# Lido Agnelli
Pour les articles homonymes, voir Agnelli.
Lido Agnelli, né le 25 septembre 1932 à Piombino (Italie) et décédé le 17 janvier 2019 à Flémalle (Belgique), est un handballeur belge d'origine italienne. Évoluant au poste de gardien de but, il est connu comme le gardien historique du Royal Olympic Club Flémalle.

## Biographie
Né en 1932 à Piombino, Lido Agnelli arrive avec sa famille en Belgique en 1946. Il défend tout d'abord les buts du club de football du Running Jemeppe avant de défendre à partir de 1949  à l'âge de 17 ans les cages de l'Olympic Club Flémallois, alors que le pays ne possédait pas encore de compétition officielle.
En 1958, lorsque la fédération est créée, l'Olympic Club Flémallois est le club de référence en Belgique. Il domine rapidement les compétitions nationales et c'est Lido Agnelli qui défend les cages de cette formation qui fait partie des pionniers de ce handball belge.
Avec elle, il remporte 10 championnat de Belgique ainsi que 3 Coupe de Belgique et participe a plusieurs Coupe des clubs champion où il a pu remporte un match face à HB Dudelange et réaliser un match nul face au Rapid Vienne où la presse locale fut assez impressionnée par son style aérien au point qu'ils le surnommèrent « la panthère blanche ».
Au total, entre 1949 et 1969, Lido joua 500 matchs, dont 141 matchs d'affilée sans défaite dans les buts flémallois et durant ces 15 années, il fut unanimement reconnu comme le meilleur gardien en Belgique.
Au niveau des sélections nationales, Lido ne put, à cause de sa nationalité italienne, jouer en équipe nationale belge. 
D'ailleurs Lido disait cette phrase, mais en wallon : « Pour jouer au goal, il faut être sot, italien ou flémallois ».
Après sa carrière de joueur, Lido devient entraîneur, s'occupant essentiellement des équipes de jeunes.

## Palmarès
- champion de Belgique (10).
- Coupe de Belgique (3).